# Собор Христа Царя (Гитега)
 Собор Христа Царя (фр. Cathédrale du Christ-Roi de Gitega) — кафедральный собор, принадлежащей католической церкви, находящийся в Гитеге в провинции Гитега в центральной части Бурунди.
Собор следует латинскому обряду и является кафедральным собором архиепархии Гитеги (лат. Archidioecesis Kitegaensis), которая была создана 10 ноября 1959 года Римским папой Иоанном XXIII, издавшим буллу Cum parvulum, возведшую апостольский викариат Гитеги в ранг архиепархии.
5 сентября 1990 года папа Иоанн Павел II посетил собор в рамках своего тура по африканским странам.
С 24 января 1997 года собор находится под пастырской ответственностью архиепископа Симона Нтамвана.